# 石梨镇
石梨镇，原为石梨乡，是中华人民共和国四川省凉山彝族自治州宁南县下辖的一个乡镇级行政单位。2019年12月，撤销梁子乡，将原梁子乡梁子村、垮山村、水子树村、元宝村4至6组所属行政区域划归石梨镇管辖。

## 行政区划
石梨镇下辖以下地区：
台子村、砖房村、清水村、大坪村、大田村、花石村和龙潭村。

## 地理环境
石梨乡位于宁南县西南部，东与新华乡接壤，东南部和会东县毗邻，南、北、西三面与梁子乡相邻。人民政府驻砖房村5组，距宁南县48千米。幅员面积33.39平方公里，耕地面积为591.6公顷。境内大部分为山地，地势由西南向东北倾斜，最高海拔2105米位于大田村五组正南边界，最低海拔1282米位于龙潭村尖角。属亚热带季风气候，其特点是冬季温和湿润，夏季高温多雨。年平均气温14.5℃，极端最高气温33.7℃。年平均降水量1264.0毫米。境内属黑水河水系，九股水自清水村西入境，自西而东，入新华境内，境内河道长15千米。清水河自清水村西入境，自西而东，入龙潭村与九股水汇流，境内河道全长6千米。